# Lotus Software
Lotus Software (anomenada Lotus Development Corporation abans de la seva adquisició per l'IBM) és una empresa estatunidenca de programari amb seu a Westford, Massachusetts. Lotus és més coneguda per l'aplicació de full de càlcul Lotus 1-2-3, el primer producte d'ampli ùs, fàcil d'usar, fiable i WYSIWYG, en els primers dies de l'IBM PC, quan no hi havia cap interfície gràfica d'usuari. Una eina tan útil naturalment va ajudar a difondre l'adopció del PC, tant per a aplicacions administratives com científiques. Molt més tard, juntament amb l'Iris Associates de Ray Ozzie, Lotus també va llançar un sistema de groupware i correu electrònic, Lotus Notes. IBM va comprar la companyia el 1995 per 3,5 mil milions de US$, principalment per a adquirir Lotus Notes i establir una presència en el cada vegada més important segment client-servidor, que ràpidament estava quedant obsolets productes basats en hosts com l'OfficeVision d'IBM.